# Šterna
Šterna is een plaats in de gemeente Grožnjan in de Kroatische provincie Istrië. De plaats telt 79 inwoners (2001).